# Aeropuerto de Villa Cisneros
El aeropuerto de Villa Cisneros (IATA: VIL, OACI: GMMH) se encuentra cercano a Villa Cisneros, en Sáhara Occidental. El aeropuerto es operado y administrado por Marruecos a través de la empresa estatal Office National des Aéroports (ONDA). Remplazó al antiguo aeropuerto (código ICAO: GSVO), situado pocos kilómetros al suroeste.

## Instalaciones
El aeropuerto de Villa Cisneros es de tipo compartido, usado tanto para fines comerciales como por la Real Fuerza Aérea de Marruecos. La pista de 3 kilómetros de longitud y la plataforma de estacionamiento de 18.900 m² permite operar aviones B-737 o similares.
La terminal de pasajeros, de 670 m², es capaz de recibir 55.000 pasajeros al año. Además dispone de un dispensario médico y una capilla.

### Radioayudas
El aeropuerto cuenta con sistemas de ayuda a la navegación VOR y DME.

## Destinos
| Aerolíneas      | Destinos                     |
| --------------- | ---------------------------- |
| Ryanair         | Lanzarote, Madrid            |
| Binter Canarias | Gran Canaria                 |
| Royal Air Maroc | Agadir, Casablanca, El Aaiún |

## Estadísticas
| Concepto          | 2007   | 2006   | 2005   | 2004   | 2003   | 2002 |
| ----------------- | ------ | ------ | ------ | ------ | ------ | ---- |
| Vuelos            | 1492   | 839    | 674    | 606    | 492    | n/a  |
| Pasajeros         | 36.354 | 21.253 | 21.442 | 11.670 | 12.149 | n/a  |
| Carga (toneladas) | 48,63  | 59,77  | 61,06  | 140,96 | 107,81 | n/a  |